# Osiedle Kopalniana
Osiedle „Kopalniana” – osiedle mieszkaniowe w Katowicach, położone w dzielnicy Śródmieście. Składa się ono z czterech 14-kondygnacyjnych wieżowców mieszkalnych, zwanych potocznie „Dolarowcami” bądź „Dewizowcami”, które powstały w latach 60. XX wieku przy ulicy Uniwersyteckiej, w sąsiedztwie kampusu Uniwersytetu Śląskiego w Katowicach.

## Historia

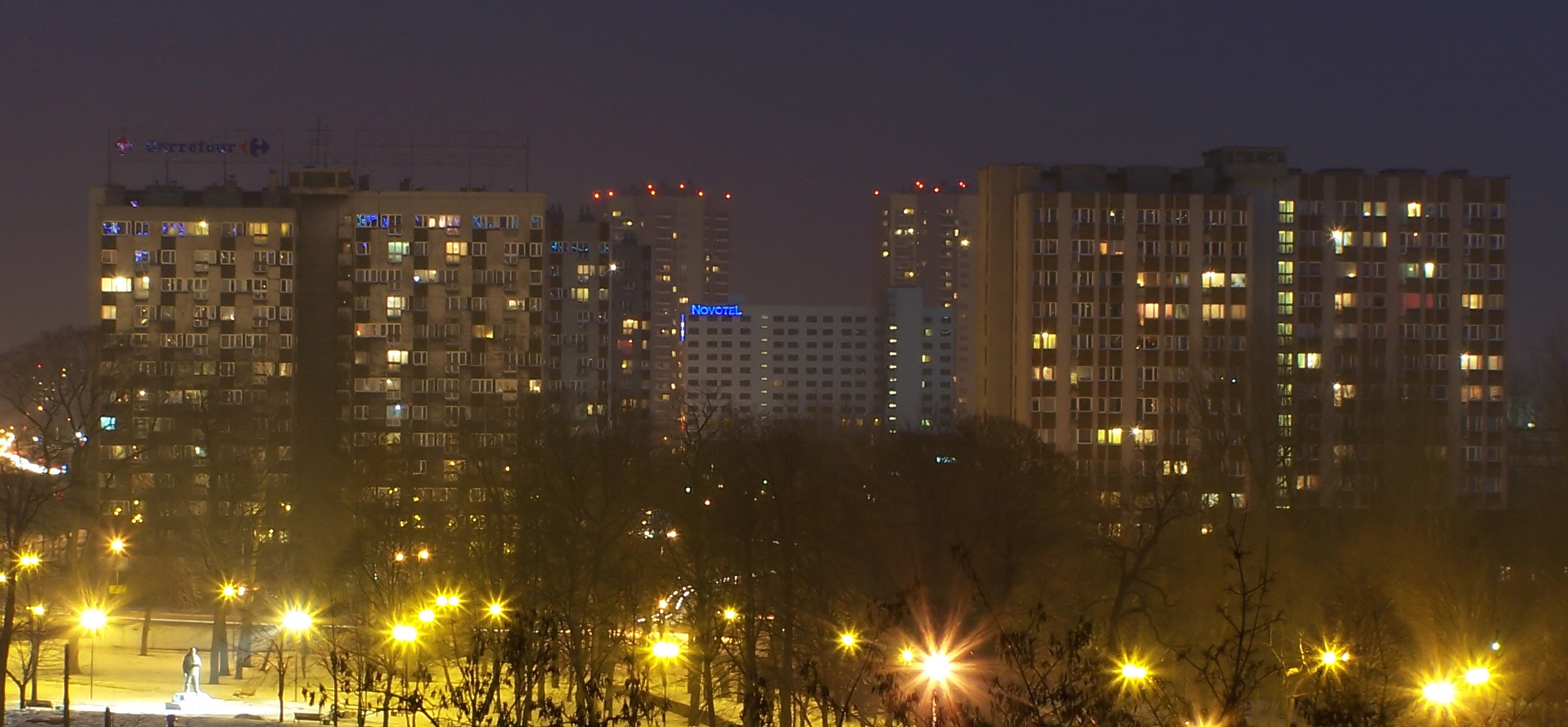
„Dolarowce” w marcu 2006 roku

Jest to pierwsze śródmiejskie osiedle mieszkaniowe na terenie Katowic. Zostało ono zaplanowane na terenie po dawnych kortach tenisowych i ogrodnictwie miejskim, pomiędzy ulicami Uniwersytecką, Bankową, aleją W. Roździeńskiego i współczesną aleją W. Korfantego.
Projekt osiedla powstał w 1962 roku. W literaturze za projektanta podaje się Stanisława Kwaśniewicza, w niektórych źródłach wskazywana jest para architektów – Jędrzej Badner i Stanisław Kwaśniewicz, którzy współpracowali także z Zygmuntem Majerskim, a w jeszcze innym źródle za projektanta urbanistyki osiedla podaje się Jędrzeja Badnera, architektury zaś Tadeusza Krzysztofiaka.
Zaprojektowano wieżowce mieszkalne oraz luźno rozrzuconą niską zabudowę, a taki układ zabudowy wymusiło ukształtowanie terenu (dolina Rawy) oraz warunki górnicze. Na osiedlu miało także powstać przedszkole, szkoła, pawilony sklepowe i garaże, lecz ostatecznie większości z planów nie zrealizowano z uwagi na przekazanie terenów pod rozbudowę Uniwersytetu Śląskiego w Katowicach. Szkołę na osiedlu zaczęto budować w 1960 roku przy ulicy Bankowej, lecz budynek ten w międzyczasie zaadaptowano na potrzeby Uniwersytetu Śląskiego w Katowicach.
Wieżowce mieszkalne wzniesiono w latach 1964–1966 (bądź w latach 1964–1972). Inwestorami bloków były różne instytucje, na przykład blok przy ulicy Uniwersyteckiej 12 (róg z ulicą prof. A. Chełkowskiego) powstał na zlecenie PKO. Miał on wyższy standard i sprzedawano tam za dewizy mieszkania własnościowe. W związku z dewizowym zakupem mieszkań bloki te potocznie zaczęto nazywać „Dolarowcami” bądź „Dewizowcami”.
Przy bloku PKO wzniesiono w latach 1969–1970 dwukondygnacyjny pawilon PKO (później „Pewexu”) o charakterystycznej architekturze. Po licznych przebudowach pawilon ten stracił swój pierwotny charakter. W pawilonie tym według stanu z września 2022 roku zlokalizowany jest sklep sieci Biedronka.

## Charakterystyka

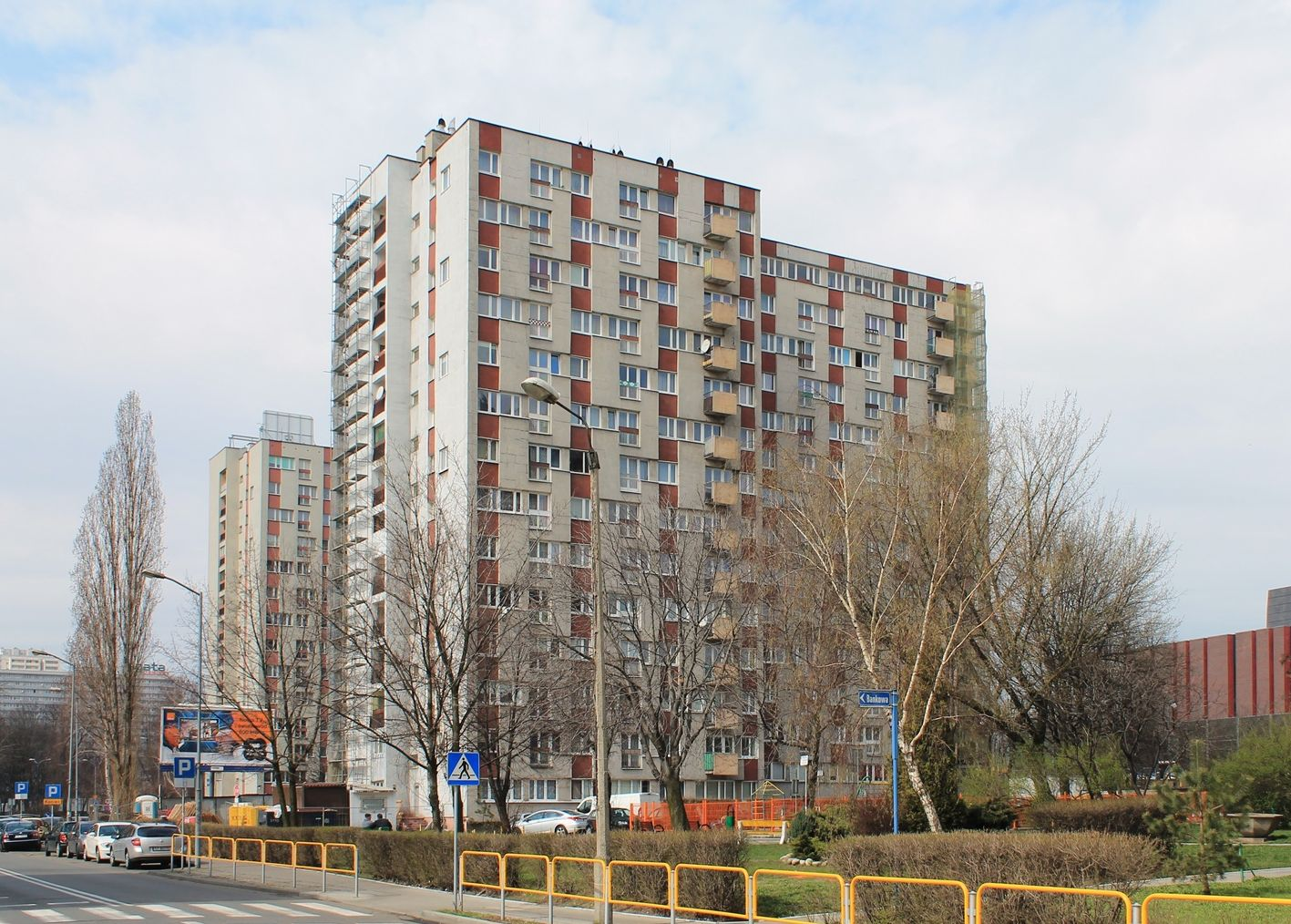
„Dolarowce” w marcu 2016 roku widziane od strony ulicy Uniwersyteckiej

Osiedle „Kopalniana” składa się z czterech dwuczłonowych 14-kondygnacyjnych budynków na osi północ-południe, zwanych „Dolarowcami”, położonych przy ulicy Uniwersyteckiej 12, 21, 25 i 29 w Katowicach, w granicy dzielnicy Śródmieście, w sąsiedztwie kampusu Uniwersytetu Śląskiego w Katowicach. Powstało na terenie o powierzchni 26 ha.
Wieżowce mieszkalne mają szkieletową konstrukcję z prefabrykowanymi stropami, a ich wysokość sięga ponad 40 metrów. Okna na elewacji „Dolarowców” zostały specyficznie poprzesuwane, dzięki czemu na elewacjach wieżowców powstały geometryczne zygzakowate wzory utworzone z pustek i wypełnień. Ostatecznie efekt ten zniknął po modernizacjach bloków. Wejścia do budynków powstały w formie całkowicie przeszklonych pawilonów o wysuniętych do przodu żelbetowych daszkach. Na dachach dwóch wieżowców wzniesiono przeszklone pawilony służące pierwotnie do obserwacji dróg przez funkcjonariuszy Milicji Obywatelskiej.
Budynki pod numerem 25 i 29 są w zarządzie Katowickiej Spółdzielni Mieszkaniowej i są pod administracją osiedla Gwiazdy. Budynki te mają dodatkowe zabezpieczenia – są wyposażone w drzwi przeciwpożarowe, system oświetlenia dróg awaryjnych na parterach i dwa piony hydrantowe.
| Lp. | Adres            | Rok ukończenia budowy | Pow. użytkowa [m²] | Pow. zabudowy [m²] | L. kondygnacji |
| --- | ---------------- | --------------------- | ------------------ | ------------------ | -------------- |
| 1   | Uniwersytecka 12 | 1968                  | 7230,69            | 1344,00            | 14+1           |
| 2   | Uniwersytecka 21 | 1967                  | b.d.               | 765,00             | 14+1           |
| 3   | Uniwersytecka 25 | 1966                  | 6600,24            | 844,26             | 14+1           |
| 4   | Uniwersytecka 29 | 1967                  | 6649,90            | 844,26             | 14+1           |

Źródło danych: Urząd Miasta Katowice.